# The Thieves
The Thieves (도둑들?, DodukdeulLR) è un film del 2012 diretto da Choi Dong-hoon.

## Trama
Fingendosi madre e figlia, due ladre professioniste – l'alcolizzata Chewing Gum e la giovane acrobata Yenicall — rubano al proprietario di una galleria d'arte un raro manufatto che questi aveva acquistato dal noto ricettatore cinese Wei Hong. Il furto è orchestrato dal capo della banda, Popie, e dal suo assistente Zampano. Intanto, a Hong Kong, il ladro veterano Chen, insieme ai compagni Jonny e Andrew, deruba una gioielleria. Successivamente li raggiunge Julie, la figlia di uno scassinatore professionista. Per sfuggire alla polizia che si è messa sulle loro tracce, i coreani si uniscono alla banda di Chen a Hong Kong per un colpo diretto dall'abile ladro Macao Park, un tempo capo di Popie.
Quest'ultimo porta con sé la scassinatrice Pepsee, appena uscita di prigione sulla parola, che aveva una relazione con Macao, troncata malamente quattro anni prima. Park intende impossessarsi del diamante Lacrima del Sole, del valore di 20 milioni di dollari, rubato durante una mostra a Tokyo e ora nelle mani di Madame Tiffany, l'amante giapponese di Wei Hong, diretta a Macao per giocare d'azzardo al casinò. Park intende poi rivendere il diamante a Wei Hong per l'intero ammontare del suo valore: una trattativa rischiosa, giacché il ricettatore, di cui pochi conoscono il volto, ha l'abitudine di uccidere chiunque lo intralci. Ognuno dei ladri ha un programma separato per la sera del colpo, ma, quando la rapina inizia, poco va secondo i piani.

## Produzione
Le trattative per il casting iniziarono nel tardo 2010 e, il 21 marzo 2011, Showbox, distributore del film, confermò i membri del cast durante una conferenza stampa. Il regista Choi Dong-hoon dichiarò: "Questi sono gli stessi attori che mi hanno ispirato a scrivere quello che ho scritto per la sceneggiatura del film sin dalla primissima riga. Sogno di creare insiemi esplosivi che si scontreranno o armonizzeranno in un unico film a causa dei loro stili diversi." Choi confessò più tardi che il pensiero di dirigere un gruppo di attori di alto livello era "davvero spaventoso", ma "durante le riprese, non riuscivo a staccare gli occhi dal monitor a causa del carisma di tutti questi attori. Non mi è mai venuto in mente che avessero bisogno di essere trattati in un certo modo. È solo che la sceneggiatura deve essere pienamente compresa... Parliamo. Lentamente li infettò con i miei pensieri, mescolando l'individuo con il tono e il modo del film."
Definendo Choi "un genio che lavora anche molto duramente", l'attrice Kim Hye-soo rivelò di aver provato soggezione quando aveva letto la sceneggiatura, dicendo: "Era il prodotto di un grande impegno, di idee geniali e di una mente calcolatrice orientata ai dettagli. Penso che lui sappia chi sia, quale tipo di film vuole esattamente fare e come farlo. The Thieves lo dimostra." Riguardo ai paragoni con Ocean's Eleven - Fate il vostro gioco, il regista disse che non iniziò la produzione pensando coscientemente al film di Hollywood. Anche se simile ad esso, pensò che The Thieves fosse in realtà più vicino ai suoi film precedenti Beomjoe-ui jaeguseong e Tazza, con l'azione "permeata da più emozione."
Kim Yun-seok aggiunse che, contrariamente all'armonica collaborazione tra i personaggi di Ocean's Eleven, "in The Thieves eravamo dappertutto, ognuno con le proprie colpe. Ma penso che si vedranno, attraverso le amicizie e l'amore nel film, i nostri sviluppi emotivi unici." Dopo sei mesi nelle location di Seul, Pusan, Macao e Hong Kong, le riprese si conclusero il 7 dicembre 2011.

## Distribuzione

### Edizione italiana
La direzione del doppiaggio è a cura di Nicola Marcucci, mentre la traduzione dall'inglese dei dialoghi italiani è di Alessandro Budroni e Valeria Vidali; quest'ultima riveste anche il ruolo di assistente al doppiaggio e doppiatrice del personaggio di Yenicall. Il missaggio è a cura di Mauro Lopez, mentre la sonorizzazione è stata eseguita presso la CTA.

## Accoglienza
Con 436.622 biglietti venduti nel giorno di uscita nei cinema, The Thieves raggiunse il secondo posto nella classifica dei film che, in Corea, avevano venduto più biglietti nel solo primo giorno, dopo The Host. Il sesto giorno di programmazione, era già stato visto da 3,35 milioni di spettatori, numero che salì a 4.365.078 in due giorni. L'undicesimo giorno, gli spettatori arrivarono a 6,2 milioni; a 7 milioni il tredicesimo giorno e a più di 8 milioni il sedicesimo giorno. Dopo ventidue giorni, raggiunse i dieci milioni di spettatori, un traguardo ottenuto soltanto da altri cinque film coreani. Kim Soo-hyun, come aveva promesso, portò sulle proprie spalle il possessore del decimilionesimo biglietto, una ragazzina delle scuole medie.
Dopo aver raggiunto gli undici milioni di spettatori nella quarta settimana di programmazione, salì al quarto posto nella classifica dei film coreani più visti di tutti i tempi, battendo Haeundae. Con dodici milioni superò Taegukgi hwinallimyo, e con 12,31 milioni durante la sesta settimana, divenne il secondo film più visto della storia sudcoreana. Nonostante il promotore della pellicola rese noto che, il 2 ottobre, The Thieves aveva raggiunto 13.020.393 biglietti conquistando il primo posto, il Korean Film Council riportò che le presenze effettive erano 12.983.334 — lasciando intatto il precedente record di The Host.

## Riconoscimenti
- 2012 Buil Film Awards
  - Miglior fotografia - Choi Yeong-hwan
  - Miglior direzione artistica - Lee Ha-joon
  - Premio della giuria
  - Nomination - Miglior regista - Choi Dong-hoon
  - Nomination - Miglior attrice di supporto - Kim Hae-sook
  - Nomination - Miglior nuovo attore - Kim Soo-hyun
- 2012 Premi Daejong[42]
  - Miglior attrice non protagonista - Kim Hae-sook
  - Nomination - Miglior regista - Choi Dong-hoon
- 2012 Korean Association of Film Critics Awards[43]
  - Miglior fotografia - Choi Yeong-hwan
- 2012 Blue Dragon Film Awards[44]
  - Premio per il miglior tecnico - Yoo Sang-sub, Jung Yoon-hyun
  - Premio popolarità - Kim Soo-hyun
  - Scelta del pubblico come film più popolare
  - Nomination - Miglior film
  - Nomination - Miglior regista - Choi Dong-hoon
  - Nomination - Miglior attrice di supporto - Kim Hae-sook
  - Nomination - Miglior nuovo attore - Kim Soo-hyun
  - Nomination - Miglior sceneggiatura - Choi Dong-hoon, Lee Ki-cheol
  - Nomination - Miglior fotografia - Choi Yeong-hwan
  - Nomination - Migliori luci - Kim Seong-kwan
- 2012 Korean Culture and Entertainment Awards[45]
  - Gran premio - Kim Yoon-seok
  - Premio eccellenza, attrice in un film - Kim Hye-soo
  - Miglior film
- 2012 Women in Film Korea Awards[46][47]
  - Miglior produttore - Ahn Soo-hyun
- 2013 KOFRA Film Awards (Korea Film Reporters Association)[48]
  - Miglior attrice di supporto - Kim Hae-sook
- 2013 Asian Film Awards[49]
  - Nomination - Miglior attrice di supporto - Kim Hye-soo
  - Nomination - Miglior attrice di supporto - Jun Ji-hyun
  - Nomination - Miglior fotografia - Choi Yeong-hwan
  - Nomination - Miglior montaggio - Shin Min-kyeong
- 2013 Baeksang Arts Awards[50]
  - Nomination - Miglior regista - Choi Dong-hoon
  - Nomination - Miglior attrice di supporto - Jun Ji-hyun
  - Nomination - Premio popolarità, attore - Kim Soo-hyun
  - Nomination - Premio popolarità, attore - Kim Yoon-seok
  - Nomination - Premio popolarità, attrice - Jun Ji-hyun